# Каласин (провинция)
 Каласин  (тайск. กาฬสินธุ์) — провинция располагается в северо-восточной части Таиланда, в 520 км от Бангкока. Численность населения составляет 981 655 человек (2011). Административный центр — город Каласин.
На гербе изображен природный пейзаж, который состоит из пруда и гор. Вода в этом пруду темного цвета, так как название региона переводится как «черная вода». Такой герб символизирует плодородие земель провинции.

## Географическое положение
Большая часть провинции покрыта холмами. Здесь большое внимание уделяется водным ресурсам, поэтому на севере региона построена плотина Лам, предназначенная для регулирования потока воды. Также реки активно используются для транспортного сообщения. Естественной границей с соседней провинцией Саконнакхон является горная цепь Пху Пхан, входящая в состав Национального парка.
На большей части территории провинции расположены плодородные сельскохозяйственные земли, на которых выращивают рис и другие культуры, такие как маниока и сахарный тростник.

## Климат
| Показатель           | Янв. | Фев. | Март | Апр. | Май | Июнь | Июль | Авг. | Сен. | Окт. | Нояб. | Дек. | Год   |
| -------------------- | ---- | ---- | ---- | ---- | --- | ---- | ---- | ---- | ---- | ---- | ----- | ---- | ----- |
| Средний максимум, °C | 31   | 32   | 35   | 36   | 34  | 33   | 32   | 32   | 31   | 31   | 30    | 29   | 32    |
| Средний минимум, °C  | 16   | 19   | 22   | 24   | 24  | 24   | 24   | 24   | 23   | 22   | 19    | 15   | 21,3  |
| Норма осадков, мм    | 2    | 12   | 46   | 81   | 155 | 190  | 140  | 210  | 221  | 124  | 13    | 4    | 1,198 |

## Административное деление

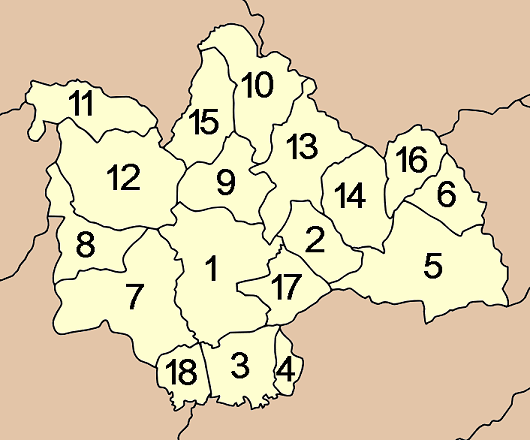
Административное деление провинции Каласин

Общая площадь провинции составляет 6 946,7 км² и административно делится на 18 районов (ампхое):
| 1. Mueang Kalasin 2. Na Mon 3. Kamalasai 4. Rong Kham 5. Kuchinarai 6. Khao Wong 7. Янг Талат 8. Huai Mek 9. Sahatsakhan | 1. Kham Muang 2. Tha Khantho 3. Nong Kung Si 4. Somdet 5. Huai Phueng 6. Sam Chai 7. Na Khu 8. Don Chan 9. Khong Chai |

## Фестивали
Ежегодно в провинции проходит фестиваль Каласин-Понг-Ланг и ярмарка Красного Креста. Устраивается яркий парад, население одевается в национальную одежду. Шелковый фестиваль Вичит Пхрае Ва проводится ежегодно 12 августа, под патронажем королевы.